# Matadepera
Matadepera é um município da Espanha, na comarca do Vallès Occidental, província de Barcelona, comunidade autónoma da Catalunha. Tem 24,83 km² de área e em 2021 tinha 9 672 habitantes (densidade: 389,5 hab./km²).
É o quinto município mais próspero de Espanha, com uma renda bruta média de 51 058 euros por habitante.